# Marasmarcha fauna
Marasmarcha fauna is een vlinder uit de familie vedermotten (Pterophoridae). De wetenschappelijke naam is voor het eerst geldig gepubliceerd in 1876 door Millière.
De soort komt voor in Europa.